# サグラダ・ファミリア駅
サグラダ・ファミリア駅（カタルーニャ語：Estació de Sagrada Família、スペイン語：Estación de Sagrada Família）はスペインのカタルーニャ州バルセロナ県バルセロナアシャンプラにある、バルセロナ地下鉄2号線と5号線の地下鉄駅。

## 歴史
サグラダ・ファミリアに地下鉄を通すプロジェクトは1953年に始まり、バルセロナ市議会は新しい地下鉄路線を建設することに同意した。計画されたルートはオルタ〜コングレス〜サン・パウ病院〜サグラダ・ファミリア〜サンツ〜バダル〜コルブランクを通るルートであった。このルートは段階的に開通し、最後の区間となるサグラダ・ファミリア駅を含むディアゴナル〜サグレラ間の工事は1964年のフランコ体制下の時に承認された。1970年6月26日に5号線の駅として開業。
ガウディ通りに掘っていたトンネルは2号線用に使用する予定だったが、経済的な問題で一時凍結されたまま5号線が開業し、その後も少しずつ工事されるもこのトンネルと5号線用に建設したトンネルが同じ深さに掘られていたことが発覚し、ガウディ通りに掘っていたトンネルは放棄せざるをえなくなった。結果、2号線の駅はマリーナ通りの下に建設しなおすことになり、1991年から10億ペセタの費用をかけて工事が行われた。1992年のバルセロナオリンピックまでに開通することを目標としていたが間に合わず、工事はさらに3年遅れた。1995年9月25日、サグラダ・ファミリア〜サン・アントニ間が開通した際に2号線の駅が開業した。

## 駅構造
2号線はマリーナ通りの地下に駅施設がある、相対式ホーム2面2線の地下駅。ホームより上階には2つの改札階コンコースがある。
5号線はプロベンサ通りの地下に駅施設がある、相対式ホーム2面2線の地下駅。ホームより上階には2つの改札階コンコースがある李、TMBインフォメーションセンターや商業エリアも設けられている。

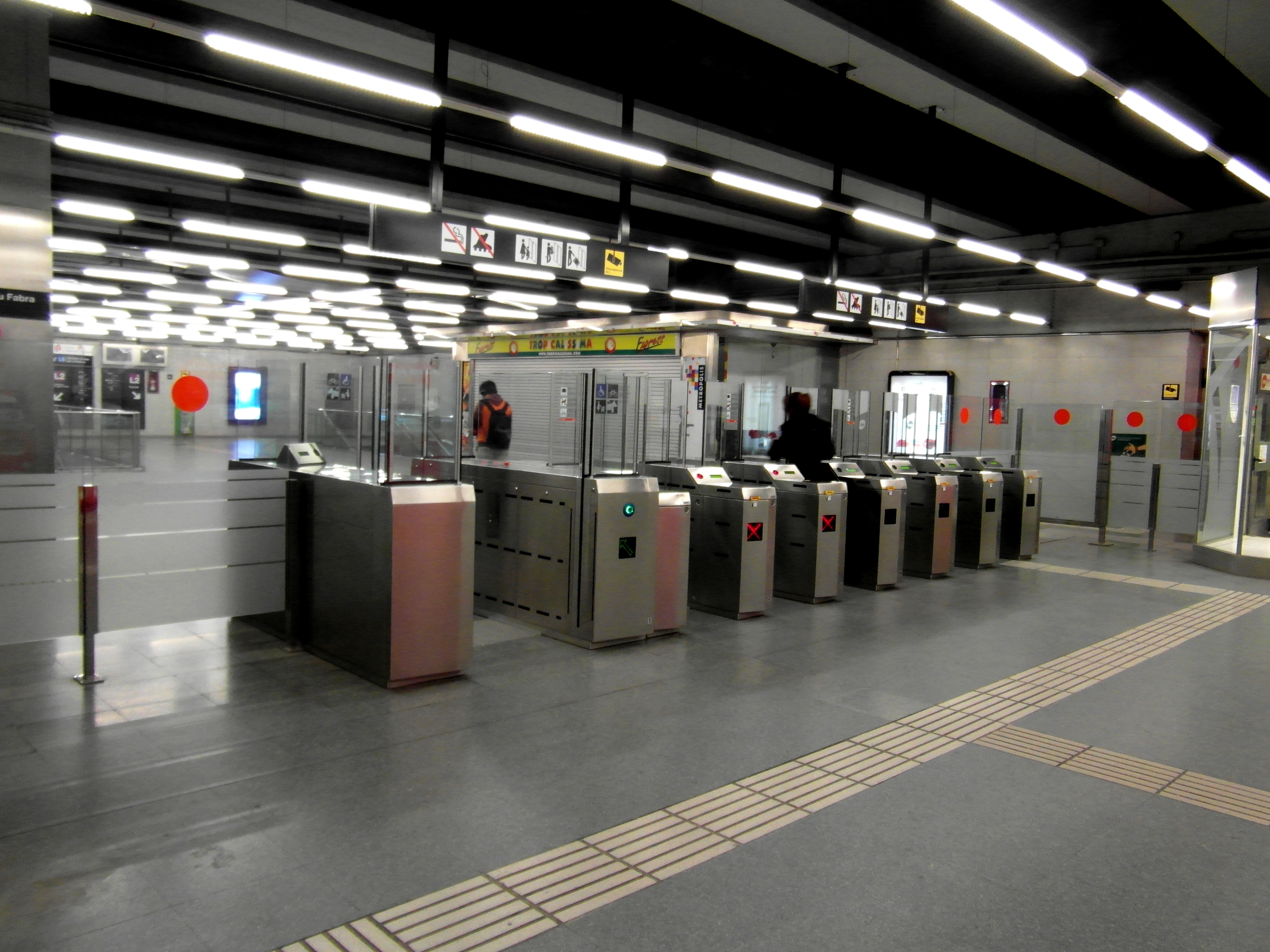
改札口
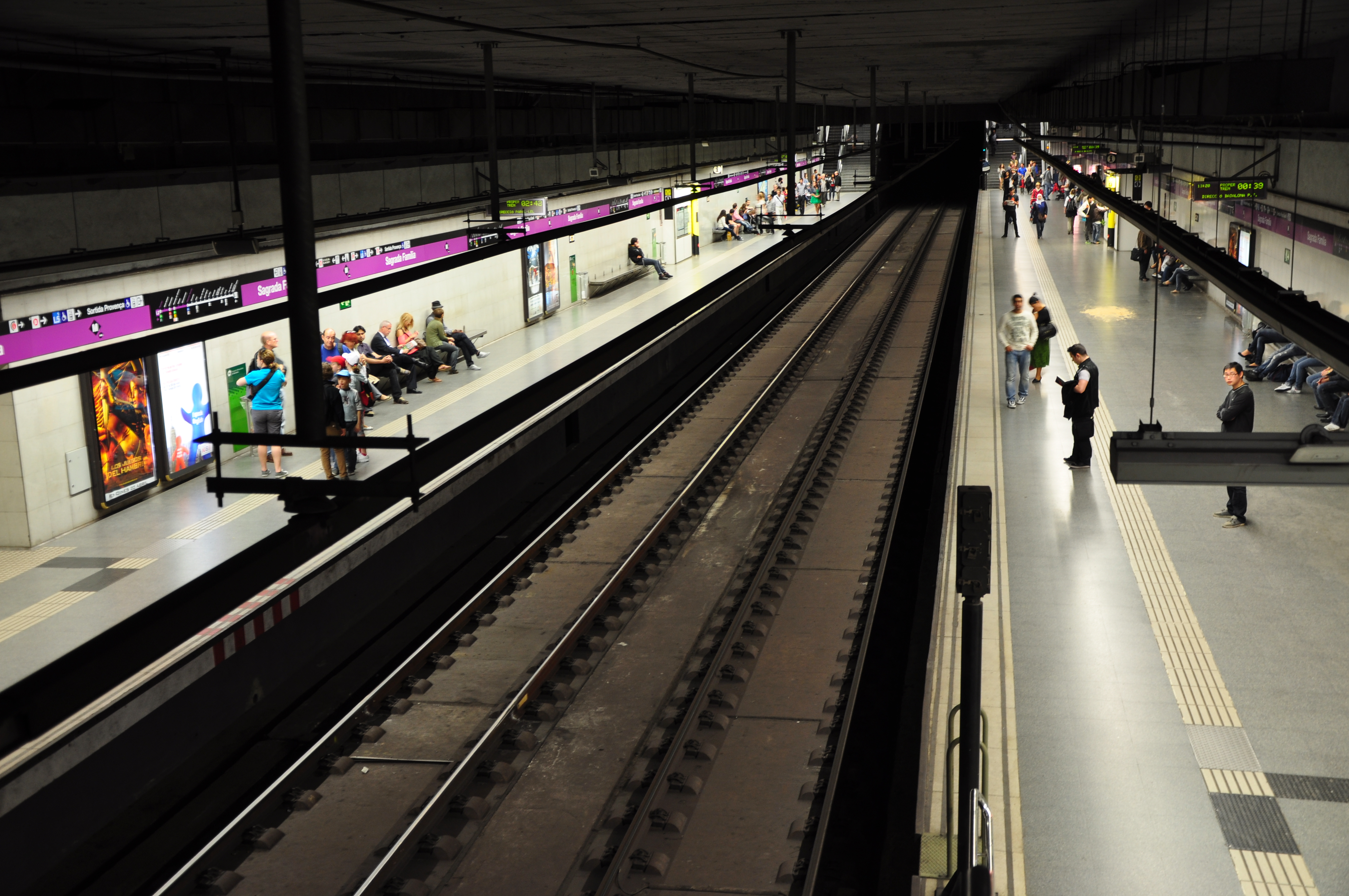
2号線ホーム
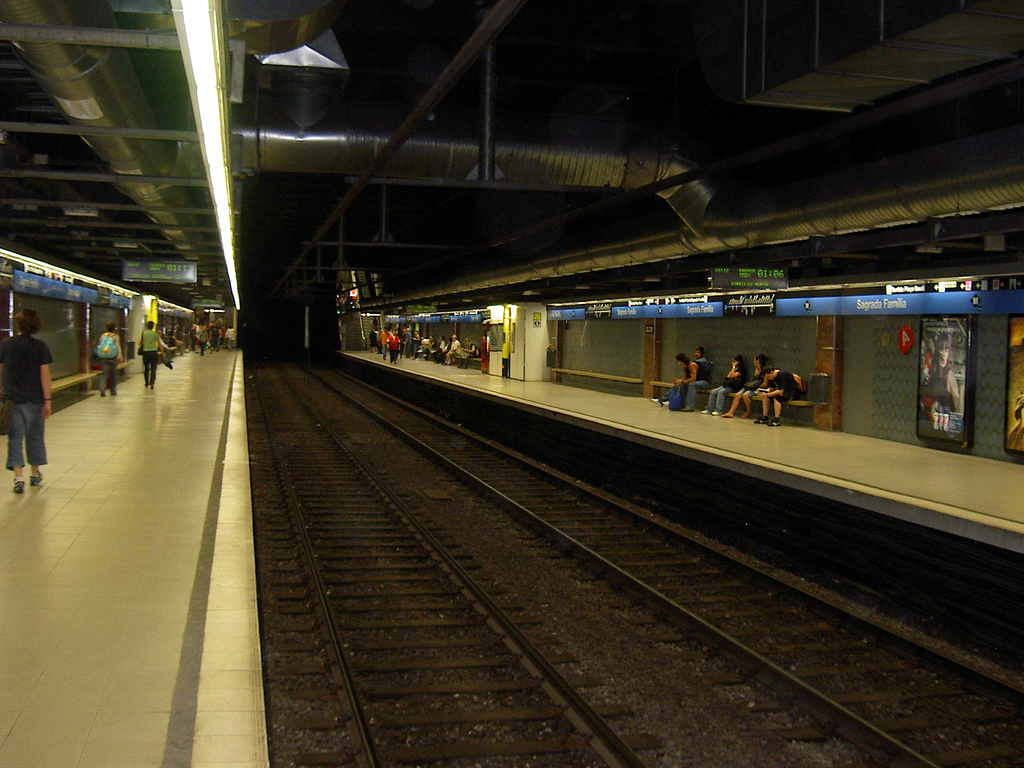
5号線ホーム

## 駅周辺
- サグラダ・ファミリア
- ガウディ広場（カタルーニャ語版、スペイン語版）
- ガウディ通り（カタルーニャ語版、スペイン語版）
- サグラダ・ファミリア広場（カタルーニャ語版、スペイン語版）
- メルカドーナ
- カルフールエクスプレス（英語版、スペイン語版）
- サグラダ・ファミリア市場

## 隣の駅
バルセロナ地下鉄
 2号線
モヌメンタル駅  - サグラダ・ファミリア駅 - エンカンツ駅
 5号線
バルダゲー駅 - サグラダ・ファミリア駅 - サン・パウ|ドス・ダ・マッチ駅